# Saint-Palais-de-Négrignac
Saint-Palais-de-Négrignac ist eine französische Gemeinde mit 417 Einwohnern (Stand: 1. Januar 2022) im Département Charente-Maritime. Sie gehört zum Arrondissement Jonzac und zum Kanton Les Trois Monts. Die Einwohner werden Négrignacais genannt.

## Geographie
Saint-Palais-de-Négrignac liegt etwa 51 Kilometer nordnordöstlich von Bordeaux am Fluss Lary, im Osten verläuft der Mouzon. Umgeben wird Saint-Palais-de-Négrignac von den Nachbargemeinden Chevanceaux im Norden, Neuvicq im Osten und Süden, Montlieu-la-Garde im Süden und Südwesten sowie Pouillac im Westen.
Durch die Gemeinde führt die Route nationale 10.

## Bevölkerungsentwicklung
| Jahr                       | 1962 | 1968 | 1975 | 1982 | 1990 | 1999 | 2006 | 2019 |
| Einwohner                  | 487  | 446  | 407  | 388  | 351  | 329  | 365  | 434  |
| Quellen: Cassini und INSEE |      |      |      |      |      |      |      |      |

## Sehenswürdigkeiten
- Dolmen Pierre Folle
- Kirche Saint-Pallais aus dem 15. Jahrhundert, seit 2000 Monument historique

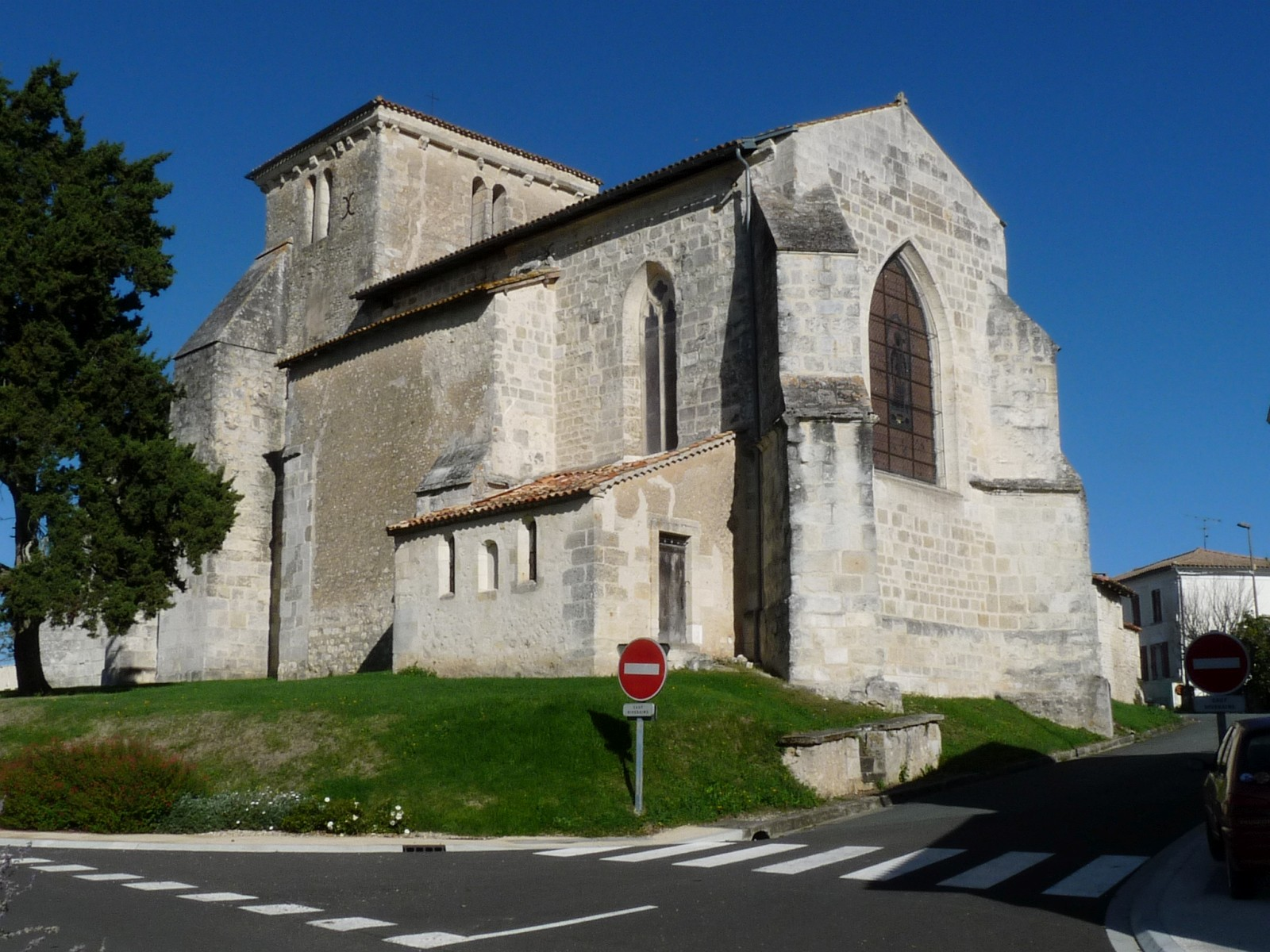
Kirche Saint-Pallais
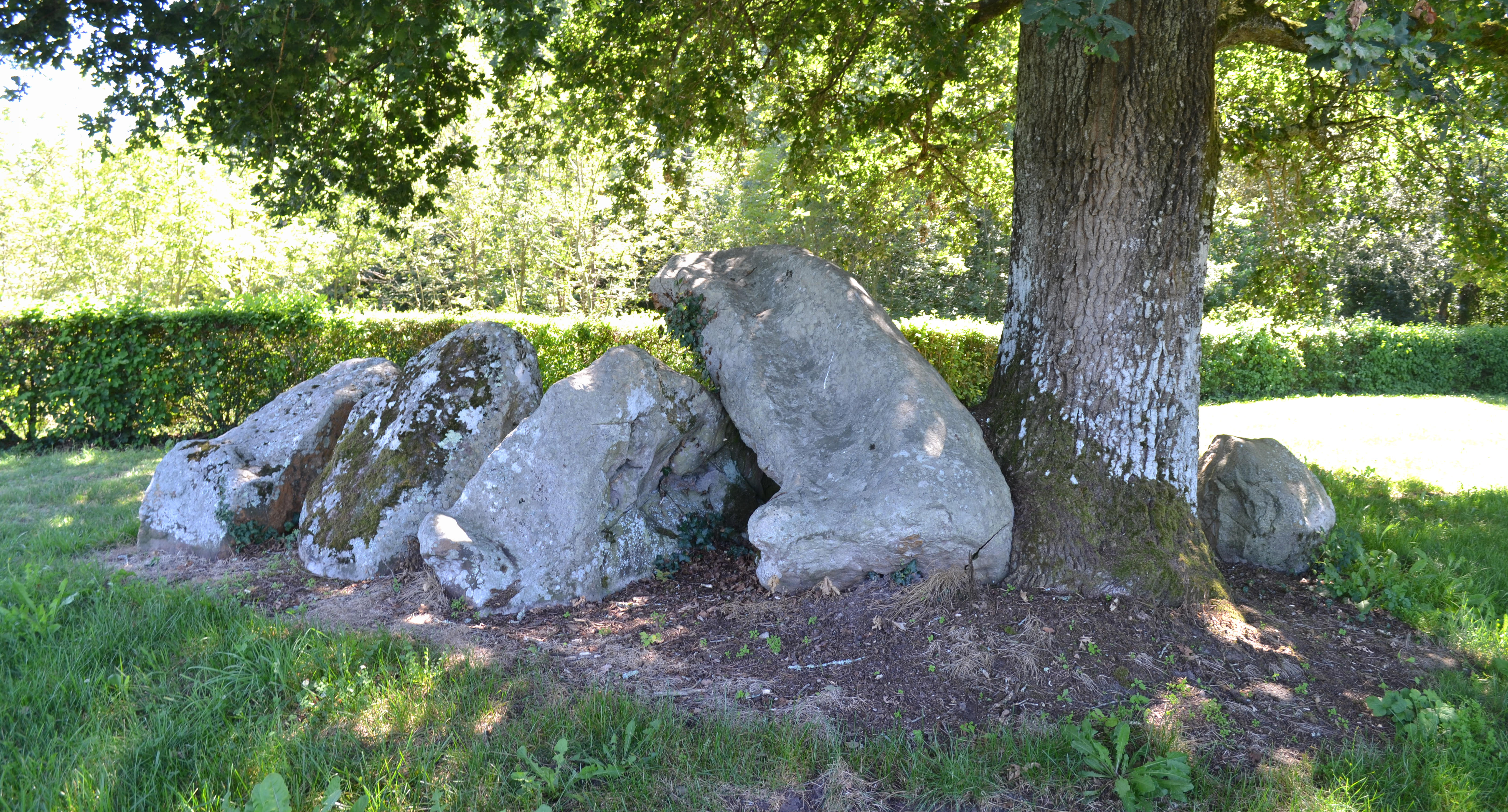
Dolmen Pierre Folle